# Associazione Calcio Pisa 1937-1938
Questa pagina raccoglie i dati riguardanti l'Associazione Calcio Pisa nelle competizioni ufficiali della stagione 1937-1938.

## Rosa
| N. |                   | Ruolo | Calciatore         |
| -- | ----------------- | ----- | ------------------ |
|    | Italia (bandiera) | C     | Giuseppe Andrei    |
|    | Italia (bandiera) | P     | Giulio Baldacci    |
|    | Italia (bandiera) | A     | Sergio Bertoni     |
|    | Italia (bandiera) | C     | Alessandro Ciferri |
|    | Italia (bandiera) | C     | Enrico Colombari   |
|    | Italia (bandiera) | D     | Guido Duo          |
|    | Italia (bandiera) | A     | Natale Faccenda    |
|    | Italia (bandiera) | A     | Giraldi            |
|    | Italia (bandiera) | A     | Renzo Gobbi        |
|    | Italia (bandiera) | A     | Flavio Lombardi    |

| N. |                   | Ruolo | Calciatore         |
| -- | ----------------- | ----- | ------------------ |
|    | Italia (bandiera) | D     | Sergio Marchi      |
|    | Italia (bandiera) | C     | Maggiorino Mongero |
|    | Italia (bandiera) | A     | Mario Nicolini     |
|    | Italia (bandiera) | D     | Angelo Pasolini    |
|    | Italia (bandiera) | D     | Remo Perrotti      |
|    | Italia (bandiera) | C     | Franco Ponzinibio  |
|    | Italia (bandiera) | C     | Valentino Sala     |
|    | Italia (bandiera) | C     | Mario Tonali       |
|    | Italia (bandiera) | P     | Paolo Vannucci     |

## Risultati

### Serie B

#### Girone di andata
| Arbitro: | Leoni (Milano) |

|                                   |           |               |
| Ponzibibbio ?’, ?’ Bertoni ?’, ?’ | Marcatori | ?’, ?’ Brossi |

| Arbitro: | Mastellari (Bologna) |

|                                               |           |          |
| Pavan Petron Bettini Maran Prendato ?’ (rig.) | Marcatori | Faccenda |

| 26 settembre 1937 3ª giornata |  | – Turno di riposo |  |  |

| Arbitro: | Mattea (Torino) |

|                         |           |  |
| Faccenda Sala Colombari | Marcatori |  |

| Taranto 10 ottobre 1937 5ª giornata | Taranto         | 0 – 0 referto | Pisa | Stadio del Littorio\| Arbitro: \| Puglia (Napoli) \| |
| Arbitro:                            | Puglia (Napoli) |               |      |                                                      |

| Arbitro: | Pirovano (Monza) |

|                |           |  |
| Bertoni ?’, ?’ | Marcatori |  |

| Arbitro: | Dellarole (Vercelli) |

|                   |           |         |
| Ghiglione Ferrari | Marcatori | Bertoni |

| Arbitro: | Salvatori (Roma) |

|                                           |           |  |
| Gobbi Ponzinibbio Faccenda ?’, ?’ Bertoni | Marcatori |  |

| La Spezia 14 novembre 1937 9ª giornata | Spezia      | 0 – 0 referto | Pisa | Stadio Alberto Picco\| Arbitro: \| Fois (Roma) \| |
| Arbitro:                               | Fois (Roma) |               |      |                                                   |

| Arbitro: | Gnocchini (Como) |

|                  |           |  |
| Bertoni Faccenda | Marcatori |  |

| Arbitro: | Gamba (Napoli) |

|                   |           |         |
| Zandali ?’ (rig.) | Marcatori | Bertoni |

| Arbitro: | Tonnetti (Roma) |

|                            |           |        |
| Ponzinibbio Bertoni ?’, ?’ | Marcatori | Chinol |

| Arbitro: | Dellarole (Vercelli) |

|         |           |  |
| Bertoni | Marcatori |  |

| Arbitro: | Salvatori (Roma) |

|           |           |                |
| Calzolari | Marcatori | ?’, ?’ Bertoni |

| Arbitro: | Carminati (Milano) |

|          |           |  |
| Faccenda | Marcatori |  |

| Arbitro: | Fois (Roma) |

|               |           |  |
| Cresta Zironi | Marcatori |  |

| Arbitro: | Tonnetti (Roma) |

|                                   |           |          |
| Peternel ?’ (rig.) Fossati ?’, ?’ | Marcatori | Faccenda |

#### Girone di ritorno
| Arbitro: | Scotto (Savona) |

|                                                                       |           |  |
| Biraghi ?’, ?’, ?’ Svageli ?’ (rig.), ?’ Brossi ?’, ?’ Ramella ?’, ?’ | Marcatori |  |

| Pisa 6 febbraio 1938 19ª giornata | Pisa               | 0 – 0 referto | Padova | Campo Sportivo del Littorio\| Arbitro: \| Carminati (Milano) \| |
| Arbitro:                          | Carminati (Milano) |               |        |                                                                 |

| 13 febbraio 1938 20ª giornata |  | – Turno di riposo |  |  |

| Arbitro: | Mazza (Torre del Greco) |

|                          |           |      |
| Viganò Palazzini Rampini | Marcatori | Sala |

| Arbitro: | Neri (Vicenza) |

|                             |           |  |
| Ponzinibbio ?’, ?’ Faccenda | Marcatori |  |

| Arbitro: | Carminati (Milano) |

|                |           |         |
| Robotti Coscia | Marcatori | Bertoni |

| Arbitro: | Magrini (Perugia) |

|                         |           |       |
| Faccenda ?’, ?’ Bertoni | Marcatori | Biffi |

| Arbitro: | Biancone (Roma) |

|             |           |  |
| Bruscantini | Marcatori |  |

| Arbitro: | Rosso (Torino) |

|                    |           |           |
| Bertoni ?’, ?’, ?’ | Marcatori | Michelini |

| Arbitro: | Ronzio (Roma) |

|                 |           |  |
| Romano Versaldi | Marcatori |  |

| Arbitro: | Limido (Milano) |

|         |           |  |
| Ciferri | Marcatori |  |

| Arbitro: | Mastellari (Bologna) |

|                             |           |                         |
| Formenton Diotallevi ?’, ?’ | Marcatori | Faccenda ?’, ?’ Bertoni |

| Arbitro: | Neri (Vicenza) |

|          |           |                         |
| Reggiani | Marcatori | Faccenda ?’, ?’ Bertoni |

| Arbitro: | Garzena (Voghera) |

|               |           |                 |
| Bertoni Gobbi | Marcatori | ?’, ?’ Kossovel |

| Arbitro: | Tonnetti (Roma) |

|                                                     |           |                             |
| Rier ?’, ?’ Lombardi Alberti ?’, ?’ De Falco ?’, ?’ | Marcatori | Lombardi ?’, ?’ Ponzinibbio |

| Arbitro: | Ciamberlini (Genova) |

|                          |           |                   |
| Faccenda 36’, 86’ (rig.) | Marcatori | 2’, 7’ Sentimenti |

| Pisa 5 giugno 1938 34ª giornata | Pisa | 2 – 0 A tav. (forfait) | Messina | Campo Sportivo del Littorio |

### Coppa Italia
| Arbitro: | Curradi (Firenze) |

|                              |           |                         |
| Iacoponi ?’, ?’ Cenci ?’, ?’ | Marcatori | Faccenda ?’, ?’ Bertoni |